# Kasselský obrubník

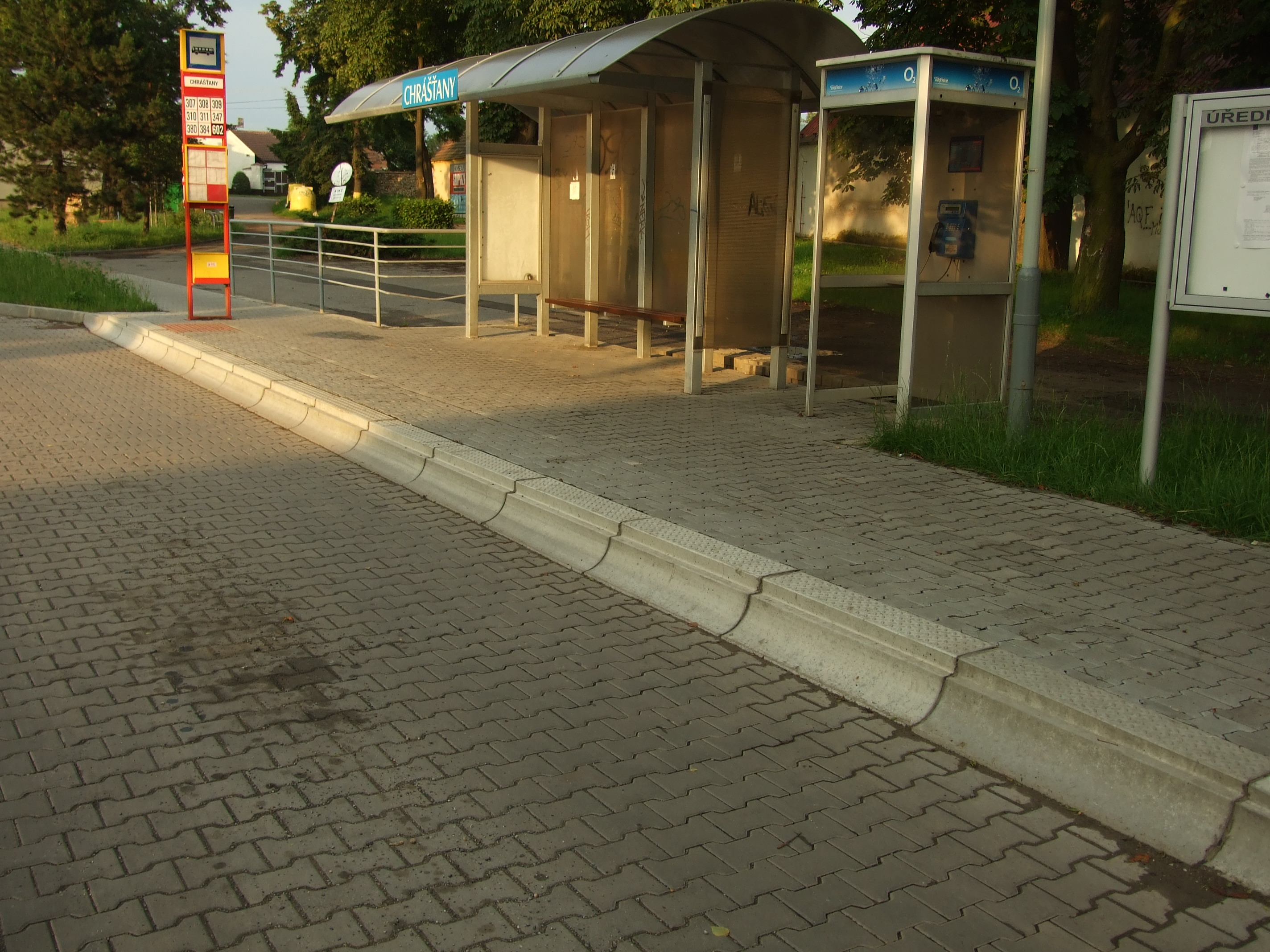
Kasselský obrubník na zastávce v Chrášťanech nedaleko od hranic Prahy

Kasselský obrubník je stavební prvek určený k použití v autobusových a trolejbusových zastávkách. Název má podle německého města Kassel, kde byl vyvinut. Prefabrikované obrubníkové dílce jsou tvarovány tak, že zasahují i do okraje vozovky zastávky a tvoří v ní žlábek, který vede kola autobusu co nejblíže k nástupní hraně. Samotná nástupní hrana je zaoblena tak, aby odvalováním kola nedocházelo k poškozování pneumatik. Tato úprava má usnadnit, aby autobus mohl bezpečně zajet co nejtěsněji k hraně nástupiště. Obrubník zároveň zajišťuje optimální výšku nástupiště, aby bylo co nejblíže úrovni podlahy nízkopodlažních autobusů. Tato úprava usnadní výstup a nástup například osobám se sníženou pohyblivostí (hlavně osob na invalidních vozících, starším lidem atd.) i cestujícím s kočárky, ale urychlí i odbavování ostatních cestujících.
Drážďanská verze s výškou 23 centimetrů se nazývá Dresdner Bord (německy Drážďanský obrubník).

## Použití v Česku

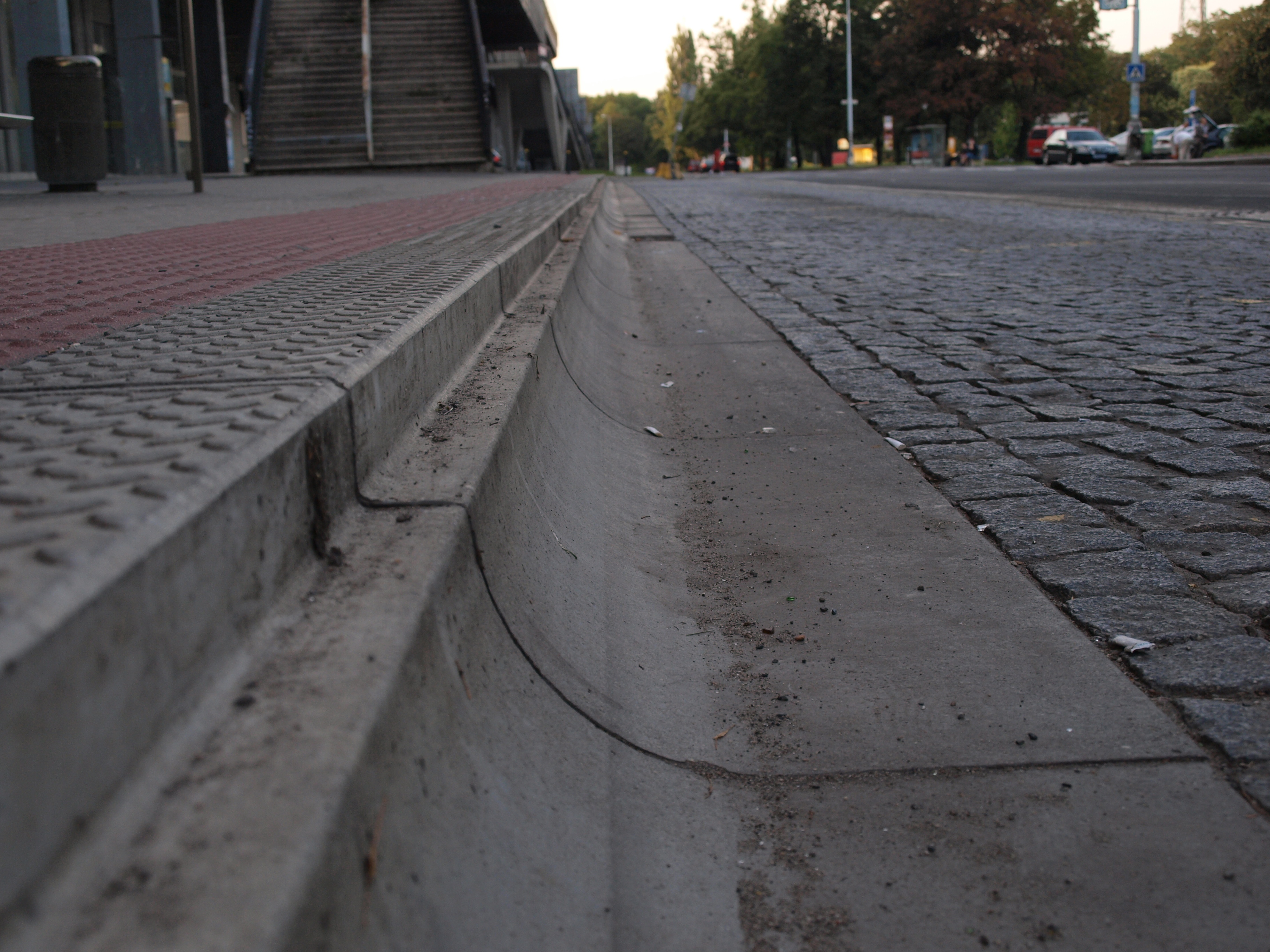
Detail obrubníku na autobusové zastávce Koleje Strahov v Praze

- Teplice byly prvním městem v České republice, kde se objevily kasselské obrubníky.[2][3] V Teplicích bylo v rámci koncepčního programu bezbariérovosti uskutečněno od roku 2002 mnoho opatření a mimo jiné zde bylo vybudováno i mnoho zastávek s kasselskými obrubníky. Město Teplice bylo v roce 2006 nominováno na cenu Mosty 2005 udělovanou Národní radou zdravotně postižených, a to v kategorii Cena pro nestátní subjekt za dlouhodobý program zpřístupňování městské dopravy. 16. února 2006 se v Alejní ulici v Teplicích (naproti Bille) v souvislosti s udělením ceny uskutečnila prezentace funkčnosti obrubníku za účasti primátora a hostů.[4] Hlavní cenu sice Teplice nezískaly, ale oceněny byly.[5]
- V Pardubicích se první zastávky s kasselskými obrubníky objevily při rekonstrukci Masarykova náměstí v roce 2003. Další takto upravené zastávky byly například Krajský úřad směrem z centra, Poděbradská směrem z centra, Rybitví, stavební škola a Rosice, točna.[6]
- Také v Ostravě byl první kasselský obrubník dříve než v Praze.[3]
- V Praze se první kasselský obrubník objevil v srpnu 2004 v zastávce Koleje Strahov směrem k zastávce Stadion Strahov.[3] Ještě v březnu 2008 jmenoval podnikový časopis tuto zastávku jako jedinou tohoto provedení v Praze a použití kasselského obrubníku označil jako zkušební.[1]
- Již v roce 2006 byly kasselské obrubníky využity na mnoha místech liberecké autobusové MHD.[7]
- V Ústí nad Labem je použit například v zastávce Hraničář.[7][8]
- V Plzni byl první kasselský obrubník instalován v roce 2006 v zastávce II. Poliklinika při rekonstrukci Francouzské třídy.[7]
- V Rakovníku byl v roce 2006 instalován kasselský obrubník na nástupní hraně MHD v novém autobusovém nádraží.[9]
- Ve Zlíně je kasselský obrubník nainstalován na mnoha zastávkách, jako je Náměstí Práce, Dlouhá[10] nebo Křiby.
- V Hradci Králové je tento typ obrubníku použit například na Terminálu hromadné dopravy, který byl otevřen v roce 2008.
- V Českých Budějovicích bude tento obrubník použit na zrekonstruované ulici Evžena Rošického.
- Ve Znojmě je mimo jiných zastávek použit hlavně na v roce 2010 rekonstruovaném autobusovém nádraží.[11]
- V Náchodě je kasselský obrubník použit na rekonstruovaném autobusovém nádraží (otevřeno v červenci 2014).
- Kasselské obrubníky jsou také hojně používány v Olomouci.